# Naja Marie Aidtová
Naja Marie Aidtová (nepřech. Aidt, * 24. prosince 1963 Aasiaat) je současná dánská spisovatelka. Kromě lyrické poezie se věnuje hlavně psaní povídek, dětské literatury a dramatické tvorbě. Její tvorba reflektuje především základní otázky lidského života, jakými jsou nevěra, smrt, násilí, strach, sexualita nebo láska.

## Život a dílo
Narodila se dánským rodičům v grónském městě Aasiaat. Ve svých sedmi letech se s rodinou odstěhovala do Dánska a později vyrůstala v kodaňské čtvrti Vesterbro - tato změna se společně s dalšími negativními prožitky (rozvod rodičů, střídavé soužití s otcem a matkou) stala zdrojem její pozdější literární inspirace. V mládí byla členkou dánské komunistické mládežnické organizace.
Literárně debutovala básnickou sbírkou Så længe jeg er ung (Dokud jsem mladá, 1991), v níž se věnovala především tématům rodinných vztahů, dospívání a dospělosti, stejně jako v dalších sbírkách Et vanskeligt møde (Těžké setkání, 1992) a Det tredje landskab (Třetí krajina, 1994).
Styl jejího prozaického díla je rovněž těžký, až deprimující - v první sbírce povídek Vandmærket (Vodotisk, 1993) se zabývá lidmi na okraji společnosti (narkomani, alkoholici), zatímco ve sbírce Tilgang (Přístup, 1995) je hlavním tématem pocit osamění a jeho různé podoby. Za sbírku povídek Pavián (Bavian, 2006) obdržela roku 2008 Literární cenu Severské rady a dánskou Cenu kritiky. Typickými náměty jednotlivých povídek této sbírky jsou nepříjemná, „temná“ témata, o nichž čtenář obvykle nechce nic slyšet - například lidská sexuální pudovost, jež občas nabývá zcela extrémních, až deviantních podob (třeba zoofilie). V letech 2012 a 2015 byly Českým rozhlasem uvedeny její povídky Zelená tma velkých stromů a Létat jako andělé.
Kromě básnických a povídkových sbírek, dětských knih a dramat napsala také rozhlasovou hru Tjenende ånder (1998) a spolupodílela se na scénáři ke koprodukčnímu filmu Strings (2004); v roce 2012 vydala svůj první román Sten saks papir (Kámen, nůžky, papír). Většinu jejích knih vydává kodaňské nakladatelství Gyldendal.
Je podruhé vdaná, má čtyři syny. V roce 2008 se přestěhovala do Brooklynu.

## Tvorba (výběr)

### Poezie
- 1991 – Så længe jeg er ung
- 1992 – Et vanskeligt møde
- 1994 – Det tredje landskab
- 1995 – Huset overfor
- 1996 – Fra digterens hånd
- 1999 – Rejse for en fremmed
- 2008 – Poesibog
- 2009 – Alting Blinker

### Próza
- 1993 – Vandmærket – povídky
- 1995 – Tilgang – povídky
- 2006 – Bavian (česky: Pavián, Dauphin 2010) – povídky
- 2012 – Sten saks papir – román

### Jiné
- 1998 – Blæs på Odysseus – písně
- 1998 – Tjenende ånder – rozhlasová hra
- 2000 – Siska – drama
- 2002 – Balladen om Bianca – dětská kniha
- 2004 – Rundt på gulvet – drama
- 2005 – Zakarias – série knih pro děti
- 2008 – Åsted – drama